# Grammy Awards 2023
Bei den Grammy Awards 2023 wurde zum 65. Mal der wichtigste US-amerikanische Musikpreis verliehen. Der Grammy ging an Musiker, Liedautoren, Produzenten und weitere Musikschaffende für Leistungen in 91 Kategorien aus 28 verschiedenen Feldern. Eine Kategorie des Vorjahres war aufgeteilt worden, vier Kategorien waren neu hinzugekommen. Am 15. November 2022 wurden die Nominierungen bekanntgegeben. Die Auszeichnungskandidaten waren an Veröffentlichungen zwischen 1. Oktober 2021 und 30. September 2022 beteiligt. Wegen der COVID-19-Pandemie war die Verleihung 2022 nach Las Vegas verlegt worden. Am 5. Februar 2023 kehrte die Grammyzeremonie wieder an den traditionellen Austragungsort Los Angeles zurück.

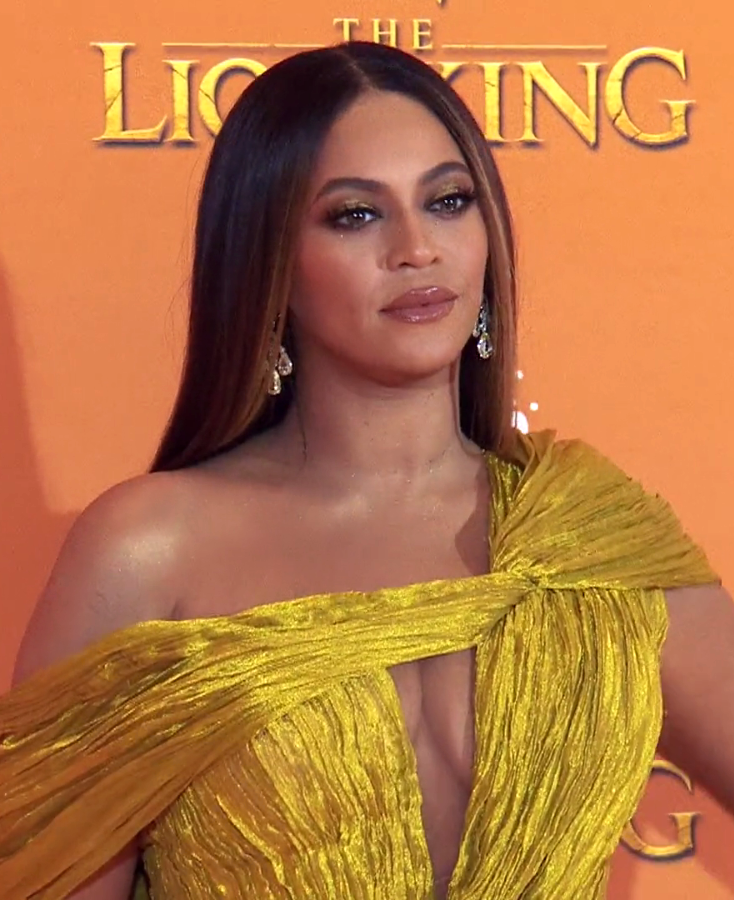
Beyoncé avancierte zur erfolgreichsten Künstlerin in der Geschichte des Musikpreises

Mit vier gewonnenen Auszeichnungen erreichte Beyoncé die Marke von insgesamt 32 Grammys. Damit löste sie den Dirigenten Georg Solti ab, der mit 31 Preisen der bisherige Rekordhalter war.

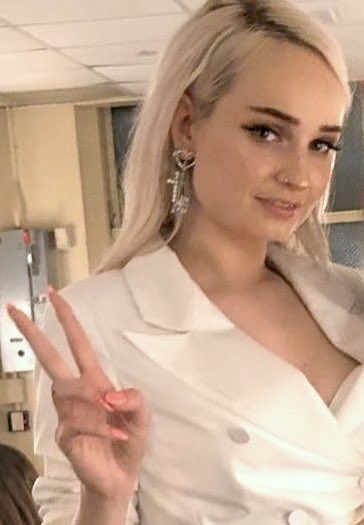
Die deutsche Sängerin Kim Petras wurde für ihre Mitarbeit an dem Song Unholy ausgezeichnet.

Sam Smith und die deutsche Sängerin Kim Petras wurden mit der Single Unholy in der Kategorie Best Pop Duo/Group Performance ausgezeichnet. Damit ist Petras die erste Transperson in der Geschichte des Musikpreises, die in dieser Kategorie ausgezeichnet wurde.
Ebenfalls zu den Gewinnern gehörte der deutsche Musiker Purple Disco Machine, der für seinen Remix von Lizzos About Damn Time für die beste Remix-Aufnahme ausgezeichnet wurde. Darüber hinaus gewann die SWR Big Band einen Grammy für das Arrangement Scrapple from the Apple aus dem Album Bird Lives.
Viola Davis wurde mit einem Grammy für die Audio-Fassung ihres Buches Finding Me ausgezeichnet und gehört damit zu den wenigen Künstlern, die alle wichtigen Preise der US-Unterhaltungsindustrie (Emmy, Grammy, Oscar und Tony) gewinnen konnten.

## Hauptkategorien
Single des Jahres (Record of the Year):
- About Damn Time von Lizzo

- nominiert waren außerdem:
  - Don’t Shut Me Down von ABBA
  - Easy on Me von Adele
  - Break My Soul von Beyoncé
  - Good Morning Gorgeous von Mary J. Blige
  - You and Me on the Rock von Brandi Carlile featuring Lucius
  - Woman von Doja Cat
  - Bad Habit von Steve Lacy
  - The Heart Part 5 von Kendrick Lamar
  - As It Was von Harry Styles

Album des Jahres (Album of the Year):
- Harry’s House von Harry Styles
- nominiert waren außerdem:
  - Voyage von ABBA
  - 30 von Adele
  - Un verano sin ti von Bad Bunny
  - Renaissance von Beyoncé
  - Good Morning Gorgeous (Deluxe) von Mary J. Blige
  - In These Silent Days von Brandi Carlile
  - Music of the Spheres von Coldplay
  - Mr. Morale & the Big Steppers von Kendrick Lamar
  - Special von Lizzo

Song des Jahres (Song of the Year):
- Just Like That von Bonnie Raitt
- nominiert waren außerdem:
  - Abcdefu von Gayle
  - About Damn Time von Lizzo
  - All Too Well (10 Minute Version) (The Short Film) von Taylor Swift
  - As It Was von Harry Styles
  - Bad Habit von Steve Lacy
  - Break My Soul von Beyoncé
  - Easy on Me von Adele
  - God Did von DJ Khaled featuring Rick Ross, Lil Wayne, Jay-Z, John Legend & Fridayy
  - The Heart Part 5 von Kendrick Lamar

Bester neuer Künstler (Best New Artist):
- Samara Joy
- nominiert waren außerdem:
  - Anitta
  - Omar Apollo
  - Domi & JD Beck
  - Muni Long
  - Latto
  - Måneskin
  - Tobe Nwigwe
  - Molly Tuttle
  - Wet Leg

## Pop
Beste Pop-Solodarbietung (Best Pop Solo Performance):
- Easy on Me von Adele
- nominiert waren außerdem:
  - Moscow Mule von Bad Bunny
  - Woman von Doja Cat
  - Bad Habit von Steve Lacy
  - About Damn Time von Lizzo
  - As It Was von Harry Styles

Beste Popdarbietung eines Duos / einer Gruppe (Best Pop Duo / Group Performance):
- Unholy von Sam Smith & Kim Petras
- nominiert waren außerdem:
  - Don’t Shut Me Down von ABBA
  - Bam Bam von Camila Cabello featuring Ed Sheeran
  - My Universe von Coldplay & BTS
  - I Like You (A Happier Song) von Post Malone & Doja Cat

Bestes Gesangsalbum – Traditioneller Pop (Best Traditional Pop Vocal Album):
- Higher von Michael Bublé
- nominiert waren außerdem:
  - When Christmas Comes Around … von Kelly Clarkson
  - I Dream of Christmas (Extended) von Norah Jones
  - Evergreen von Pentatonix
  - Thank You von Diana Ross

Bestes Gesangsalbum – Pop (Best Pop Vocal Album):
- Harry’s House von Harry Styles
- nominiert waren außerdem:
  - Voyage von ABBA
  - 30 von Adele
  - Music of the Spheres von Coldplay
  - Special von Lizzo

## Dance / Electronic Music
Beste Dance-Aufnahme (Best Dance/Electronic Recording):
- Break My Soul von Beyoncé
- nominiert waren außerdem:
  - Rosewood von Bonobo
  - Don’t Forget My Love von Diplo & Miguel
  - I’m Good (Blue) von David Guetta & Bebe Rexha
  - Intimidated von Kaytranada featuring H.E.R.
  - On My Knees von Rüfüs Du Sol

Bestes Dance-/Electronic-Album (Best Dance/Electronic Music Album):
- Renaissance von Beyoncé
- nominiert waren außerdem:
  - Fragments von Bonobo
  - Diplo von Diplo
  - The Last Goodbye von Odesza
  - Surrender von Rüfüs Du Sol

## Zeitgenössische Instrumentalmusik
Bestes zeitgenössisches Instrumentalalbum (Best Contemporary Instrumental Album):
- Empire Central von Snarky Puppy
- nominiert waren außerdem:
  - Between Dreaming and Joy von Jeff Coffin
  - Not Tight von Domi & JD Beck
  - Blooz von Grant Geissman
  - Jacob’s Ladder von Brad Mehldau

## Rock
Beste Rock-Darbietung (Best Rock Performance):
- Broken Horses von Brandi Carlile
- nominiert waren außerdem:
  - So Happy It Hurts von Bryan Adams
  - Old Man von Beck
  - Wild Child von den Black Keys
  - Crawl! von Idles
  - Patient Number 9 von Ozzy Osbourne featuring Jeff Beck
  - Holiday von Turnstile

Beste Metal-Darbietung (Best Metal Performance):
- Degradation Rules von Ozzy Osbourne featuring Tony Iommi
- nominiert waren außerdem:
  - Call Me Little Sunshine von Ghost
  - We’ll Be Back von Megadeth
  - Kill or Be Killed von Muse
  - Blackout von Turnstile

Bester Rocksong (Best Rock Song):
- Broken Horses von Brandi Carlile (Autoren: Brandi Carlile, Phil Hanseroth, Tim Hanseroth)
- nominiert waren außerdem:
  - Black Summer von den Red Hot Chili Peppers (Autoren: Flea, John Frusciante, Anthony Kiedis, Chad Smith)
  - Blackout von Turnstile (Autoren: Brady Ebert, Daniel Fang, Franz Lyons, Pat McCrory, Brendan Yates)
  - Harmonia’s Dream von The War on Drugs (Autoren: Robbie Bennett, Adam Granduciel)
  - Patient Number 9 von Ozzy Osbourne featuring Jeff Beck (Autoren: John Osbourne, Chad Smith, Ali Tamposi, Robert Trujillo, Andrew Wotman)

Bestes Rock-Album (Best Rock Album):
- Patient Number 9 von Ozzy Osbourne
- nominiert waren außerdem:
  - Dropout Boogie von den Black Keys
  - The Boy Named If von Elvis Costello & the Imposters
  - Crawler von den Idles
  - Mainstream Sellout von Machine Gun Kelly
  - Lucifer on the Sofa von Spoon

## Alternative
Beste Alternative-Darbietung (Best Alternative Music Performance):
- Chaise Longue von Wet Leg
- nominiert waren außerdem:
  - There’d Better Be a Mirrorball von den Arctic Monkeys
  - Certainty von Big Thief
  - King von Florence + the Machine
  - Spitting Off the Edge of the World von den Yeah Yeah Yeahs featuring Perfume Genius

Bestes Alternative-Album (Best Alternative Music Album):
- Wet Leg von Wet Leg
- nominiert waren außerdem:
  - WE von Arcade Fire
  - Dragon New Warm Mountain I Believe in You von Big Thief
  - Fossora von Björk
  - Cool It Down von den Yeah Yeah Yeahs

## R&B
Beste R&B-Darbietung (Best R&B Performance):
- Hrs & Hrs von Muni Long
- nominiert waren außerdem:
  - Virgo’s Groove von Beyoncé
  - Here with Me von Mary J. Blige featuring Anderson .Paak
  - Over von Lucky Daye
  - Hurt Me So Good von Jazmine Sullivan

Beste Darbietung – Traditioneller R&B (Best Traditional R&B Performance):
- Plastic off the Sofa von Beyoncé
- nominiert waren außerdem:
  - Do 4 Love von Snoh Aalegra
  - Keeps On Fallin’ von Babyface featuring Ella Mai
  - ’Round Midnight von Adam Blackstone featuring Jazmine Sullivan
  - Good Morning Gorgeous von Mary J. Blige

Bester R&B-Song (Best R&B Song):
- Cuff It von Beyoncé (Autoren: Denisia „Blu June“ Andrews, Beyoncé, Mary Christine Brockert, Brittany „Chi“ Coney, Terius „The-Dream“ Gesteelde-Diamant, Morten Ristorp, Nile Rodgers, Raphael Saadiq)
- nominiert waren außerdem:
  - Good Morning Gorgeous von Mary J. Blige (Autoren: Mary J. Blige, David Brown, Dernst Emile II, Gabriella Wilson, Tiara Thomas)
  - Hrs & Hrs von Muni Long (Autoren: Hamadi Aaabi, Dylan Graham, Priscilla Renea, Thaddis „Kuk“ Harrell, Brandon John-Baptiste, Isaac Wriston, Justin Nathaniel Zim)
  - Hurt Me So Good von Jazmine Sullivan (Autoren: Akeel Henry, Michael Holmes, Luca Mauti, Jazmine Sullivan, Elliott Trent)
  - Please Don’t Walk Away von PJ Morton (Autor: PJ Morton)

Bestes Progressive-R&B-Album (Best Progressive R&B Album):
- Gemini Rights von Steve Lacy
- nominiert waren außerdem:
  - Operation Funk von Cory Henry
  - Drones von Terrace Martin
  - Starfruit von Moonchild
  - Red Balloon von Tank and the Bangas

Bestes R&B-Album (Best R&B Album):
- Black Radio III von Robert Glasper
- nominiert waren außerdem:
  - Good Morning Gorgeous (Deluxe) von Mary J. Blige
  - Breezy (Deluxe) von Chris Brown
  - Candydrip von Lucky Daye
  - Watch the Sun von PJ Morton

## Rap
Beste Rap-Darbietung (Best Rap Performance):
- The Heart Part 5 von Kendrick Lamar
- nominiert waren außerdem:
  - God Did von DJ Khaled featuring Rick Ross, Lil Wayne, Jay-Z, John Legend & Fridayy
  - Vegas von Doja Cat
  - Pushin P von Gunna & Future featuring Young Thug
  - F. N. F. (Let’s Go) von Hitkidd & GloRilla

Beste Melodic-Rap-Darbietung (Best Melodic Rap Performance):
- Wait for U von Future featuring Drake & Tems
- nominiert waren außerdem:
  - Beautiful von DJ Khaled featuring Future & SZA
  - First Class von Jack Harlow
  - Die Hard von Kendrick Lamar featuring Blxst & Amanda Reifer
  - Big Energy (live) von Latto

Bester Rap-Song (Best Rap Song):
- The Heart Part 5 von Kendrick Lamar (Autoren: Jake Kosich, Johnny Kosich, Kendrick Lamar, Matt Schaeffer)
- nominiert waren außerdem:
  - Churchill Downs von Jack Harlow featuring Drake (Autoren: Ace G, Bedrm, Matthew Samuels, Tahrence Brown, Rogét Chahayed, Aubrey Graham, Jack Harlow, Jose Velazquez)
  - God Did von DJ Khaled featuring Rick Ross, Lil Wayne, Jay-Z, John Legend & Fridayy (Autoren: Tarik Azzouz, Edward Blackmon, Khaled Khaled, Francis LeBlanc, Shawn Carter, John Stephens, Dwayne Carter, William Roberts, Nicholas Warwar)
  - Pushin P von Gunna & Future featuring Young Thug (Autoren: Lucas Depante, Nayvadius Wilburn, Sergio Kitchens, Wesley Tyler Glass, Jeffery Lamar Williams)
  - Wait for U von Future featuring Drake & Tems (Autoren: Tejiri Akpoghene, Floyd E. Bentley III, Jacob Canady, Isaac De Boni, Aubrey Graham, Israel Ayomide Fowobaje, Nayvadius Wilburn, Michael Mule, Oluwatoroti Oke, Temilade Openiyi)

Bestes Rap-Album (Best Rap Album):
- Mr. Morale & the Big Steppers von Kendrick Lamar
- nominiert waren außerdem:
  - God Did von DJ Khaled
  - I Never Liked You von Future
  - Come Home, the Kids Miss You von Jack Harlow
  - It’s Almost Dry von Pusha T

## Country
Beste Country-Solodarbietung (Best Country Solo Performance):
- Live Forever von Willie Nelson
- nominiert waren außerdem:
  - Heartfirst von Kelsea Ballerini
  - Something in the Orange von Zach Bryan
  - In His Arms von Miranda Lambert
  - Circles Around This Town von Maren Morris

Beste Countrydarbietung eines Duos oder einer Gruppe (Best Country Duo/Group Performance):
- Never Wanted to Be That Girl von Carly Pearce & Ashley McBryde
- nominiert waren außerdem:
  - Wishful Drinking von Ingrid Andress & Sam Hunt
  - Midnight Rider’s Prayer von den Brothers Osborne
  - Outrunnin’ Your Memory von Luke Combs & Miranda Lambert
  - Does He Love You – Revisited von Reba McEntire & Dolly Parton
  - Going Where the Lonely Go von Robert Plant & Alison Krauss

Bester Countrysong (Best Country Song):
- ’Til You Can’t von Cody Johnson (Autoren: Matt Rogers, Ben Stennis)
- nominiert waren außerdem:
  - Circles Around This Town von Maren Morris (Autoren: Ryan Hurd, Julia Michaels, Maren Morris, Jimmy Robbins)
  - Doin’ This von Luke Combs (Autoren: Luke Combs, Drew Parker, Robert Williford)
  - I Bet You Think About Me (Taylor’s Version) (From the Vault) von Taylor Swift (Autorinnen: Lori McKenna, Taylor Swift)
  - If I Was a Cowboy von Miranda Lambert (Autoren: Jesse Frasure, Miranda Lambert)
  - I’ll Love You Till the Day I Die von Willie Nelson (Autoren: Rodney Crowell, Chris Stapleton)

Bestes Countryalbum (Best Country Album):
- A Beautiful Time von Willie Nelson
- nominiert waren außerdem:
  - Growin’ Up von Luke Combs
  - Palomino von Miranda Lambert
  - Ashley McBryde Presents: Lindeville von Ashley McBryde
  - Humble Quest von Maren Morris

## New Age
Bestes New-Age-, Ambient- oder Chant-Album (Best New Age, Ambient, or Chant Album):
- Mystic Mirror von White Sun
- nominiert waren außerdem:
  - Positano Songs von Will Ackerman
  - Joy von Paul Avgerinos
  - Mantra Americana von Madi Das & Dave Stringer with Bhakti Without Borders
  - The Passenger von Cheryl B. Engelhardt

## Jazz
Beste Solo-Jazzimprovisation (Best Improvised Jazz Solo):
- Endangered Species von Wayne Shorter & Leo Genovese
- nominiert waren außerdem:
  - Rounds (live) von Ambrose Akinmusire
  - Keep Holding On von Gerald Albright
  - Falling von Melissa Aldana
  - Call of the Drum von Marcus Baylor
  - Cherokee/Koko von John Beasley

Bestes Jazz-Gesangsalbum (Best Jazz Vocal Album):
- Linger Awhile von Samara Joy
- nominiert waren außerdem:
  - The Evening: Live at Apparatus vom Baylor Project
  - Fade to Black von Carmen Lundy
  - Fifty von Manhattan Transfer with the WDR Funkhausorchester
  - Ghost Song von Cécile McLorin Salvant

Bestes Jazz-Instrumentalalbum (Best Jazz Instrumental Album):
- New Standards Vol. 1 von Terri Lyne Carrington, Kris Davis, Linda May Han Oh, Nicholas Payton & Matthew Stevens
- nominiert waren außerdem:
  - Live in Italy vom Peter Erskine Trio
  - LongGone von Joshua Redman, Brad Mehldau, Christian McBride and Brian Blade
  - Live at the Detroit Jazz Festival von Wayne Shorter, Terri Lyne Carrington, Leo Genovese & Esperanza Spalding
  - Parallel Motion von den Yellowjackets

Bestes Album eines Jazz-Großensembles (Best Large Jazz Ensemble Album):
- Generation Gap Jazz Orchestra von Steven Feifke, Bijon Watson, Generation Gap Jazz Orchestra
- nominiert waren außerdem:
  - Bird Lives von John Beasley, Magnus Lindgren & der SWR Big Band
  - Remembering Bob Freedman von Ron Carter & the Jazzaar Festival Big Band unter Leitung von Christian Jacob
  - Center Stage von Steve Gadd, Eddie Gomez, Ronnie Cuber & der WDR Big Band unter Leitung von Michael Abene
  - Architecture of Storms von Remy Le Boeuf’s Assembly of Shadows

Bestes Latin-Jazz-Album (Best Latin Jazz Album):
- Fandango at the Wall in New York von Arturo O’Farrill & the Afro Latin Jazz Orchestra featuring the Congra Patria Son Jarocho Collective
- nominiert waren außerdem:
  - Crisálida von Danilo Pérez featuring the Global Messengers
  - If You Will von Flora Purim
  - Rhythm & Soul von Arturo Sandoval
  - Música de las Américas von Miguel Zenón

## Gospel / Christliche Popmusik
Beste Darbietung / bester Song Gospel (Best Gospel Performance/Song):
- Kingdom von Maverick City Music & Kirk Franklin (Autoren: Kirk Franklin, Jonathan Jay, Chandler Moore, Jacob Poole)
- nominiert waren außerdem:
  - Positive von Erica Campbell (Autoren: Erica Campbell, Warryn Campbell, Juan Winans)
  - When I Pray von Doe (Autoren: Dominique Jones, Dewitt Jones)
  - The Better Benediction von PJ Morton featuring Zacardi Cortez, Gene Moore, Samoht, Tim Rogers & Darrel Walls (Autor: PJ Morton)
  - Get Up von Tye Tribbett (Autoren: Brandon Jones, Christopher Michael Stevens, Thaddaeus Tribbett, Tye Tribbett)

Beste Darbietung / bester Song der christlichen Popmusik (Best Contemporary Christian Music Performance/Song):
- Fear Is Not My Future von Maverick City Music & Kirk Franklin (Autoren: Kirk Franklin, Nicole Hannel, Jonathan Jay, Brandon Lake, Hannah Shackelford)
- nominiert waren außerdem:
  - God Really Loves Us (Radio Version) von Crowder featuring Dante Bowe and Maverick City Music (Autoren: Dante Bowe, David Crowder, Ben Glover, Jeff Sojka)
  - So Good von Doe (Autoren: Chuck Butler, Dominique Jones, Ethan Hulse)
  - For God Is with Us von For King & Country and Hillary Scott (Autoren: Josh Kerr, Jordan Reynolds, Joel Smallbone, Luke Smallbone)
  - Holy Forever von Chris Tomlin (Autoren: Jason Ingram, Brian Johnson, Jenn Johnson, Chris Tomlin, Phil Wickham)
  - Hymn of Heaven (Radio Version) von Phil Wickham (Autoren: Chris Davenport, Bill Johnson, Brian Johnson, Phil Wickham)

Bestes Gospel-Album (Best Gospel Album):
- Kingdom Book One Deluxe von Maverick City Music & Kirk Franklin
- nominiert waren außerdem:
  - Die to Live von Maranda Curtis
  - Breakthrough: The Exodus (live) von Ricky Dillard
  - Clarity von Doe
  - All Things New von Tye Tribbett

Bestes Album der christlichen Popmusik (Best Contemporary Christian Music Album):
- Breathe von Maverick City Music
- nominiert waren außerdem:
  - Lion von Elevation Worship
  - Life After Death von TobyMac
  - Always von Chris Tomlin
  - My Jesus von Anne Wilson

Bestes Roots-Gospel-Album (Best Roots Gospel Album):
- The Urban Hymnal von der Tennessee State University Marching Band
- nominiert waren außerdem:
  - Let’s Just Praise the Lord von der Gaither Vocal Band
  - Confessio – Irish American Roots von Keith & Kristyn Getty
  - The Willie Nelson Family von Willie Nelson
  - 2:22 von Karen Peck and New River

## Latin
Bestes Latin-Pop-Album (Best Latin Pop Album):
- Pasieros von Rubén Blades & Boca Livre
- nominiert waren außerdem:
  - Aguilera von Christina Aguilera
  - De adentro pa afuera von Camilo
  - Viajante von Fonseca
  - Dharma + von Sebastián Yatra

Bestes Música-Urbana-Album (Best Música Urbana Album):
- Un verano sin ti von Bad Bunny
- nominiert waren außerdem:
  - Trap Cake, Vol. 2 von Rauw Alejandro
  - Legendaddy von Daddy Yankee
  - La 167 von Farruko
  - The Love & Sex Tape von Maluma

Bestes Latin-Rock- oder Alternative-Album (Best Latin Rock or Alternative Album):
- Motomami von Rosalía
- nominiert waren außerdem:
  - El alimento von Cimafunk
  - Tinta y tiempo von Jorge Drexler
  - 1940 Carmen von Mon Laferte
  - Alegoría von Gaby Moreno
  - Los años salvajes von Fito Páez

Bestes Album mit regionaler mexikanischer Musik einschließlich Tejano (Best Regional Mexican Music Album – Including Tejano):
- Un canto por México – El musical von Natalia Lafourcade
- nominiert waren außerdem:
  - Abeja reina von Chiquis
  - La reunión (Deluxe) von Los Tigres del Norte
  - EP #1 Forajido von Christian Nodal
  - Qué ganas de verte (Deluxe) von Marco Antonio Solís

Bestes Tropical-Latinalbum (Best Tropical Latin Album):
- Pa’lla voy von Marc Anthony
- nominiert waren außerdem:
  - Quiero verte feliz von La Santa Cecilia
  - Lado A lado B von Víctor Manuelle
  - Legendario von Tito Nieves
  - Imágines latinas vom Spanish Harlem Orchestra
  - Cumbiana II von Carlos Vives

## Amerikanische Wurzeln (American Roots)
Beste American-Roots-Darbietung (Best American Roots Performance):
- Stompin’ Ground von Aaron Neville with the Dirty Dozen Brass Band
- nominiert waren außerdem:
  - Someday It’ll All Make Sense (Bluegrass Version) von Bill Anderson featuring Dolly Parton
  - Life According to Raechel von Madison Cunningham
  - Oh Betty von Fantastic Negrito
  - Prodigal Daughter von Aoife O’Donovan & Allison Russell

Beste Americana-Darbietung (Best Americana Performance):
- Made Up Mind von Bonnie Raitt
- nominiert waren außerdem:
  - Silver Moon (A Tribute to Michael Nesmith) von Eric Alexandrakis
  - There You Go Again von Asleep at the Wheel featuring Lyle Lovett
  - The Message von den Blind Boys of Alabama featuring Black Violin
  - You and Me on the Rock von Brandi Carlile featuring Lucius

Bestes American-Roots-Lied (Best American Roots Song):
- Just Like That von Bonnie Raitt (Autorin: Bonnie Raitt)
- nominiert waren außerdem:
  - Bright Star von Anaïs Mitchell (Autorin: Anaïs Mitchell)
  - Forever von Sheryl Crow (Autoren: Sheryl Crow, Jeff Trott)
  - High and Lonesome von Robert Plant & Alison Krauss (Autoren: T Bone Burnett, Robert Plant)
  - Prodigal Daughter von Aoife O’Donovan & Allison Russell (Autoren: Tim O’Brien, Aoife O’Donovan)
  - You and Me on the Rock von Brandi Carlile featuring Lucius (Autoren: Brandi Carlile, Phil Hanseroth, Tim Hanseroth)

Bestes Americana-Album (Best Americana Album):
- In These Silent Days von Brandi Carlile
- nominiert waren außerdem:
  - Things Happen That Way von Dr. John
  - Good to Be … von Keb’ Mo’
  - Raise the Roof von Robert Plant & Alison Krauss
  - Just Like That … von Bonnie Raitt

Bestes Bluegrass-Album (Best Bluegrass Album):
- Crooked Tree von Molly Tuttle & Golden Highway
- nominiert waren außerdem:
  - Toward the Fray von den Infamous Stringdusters
  - Almost Proud von der Del McCoury Band
  - Calling You from My Mountain von Peter Rowan
  - Get Yourself Outside von der Yonder Mountain String Band

Bestes traditionelles Blues-Album (Best Traditional Blues Album):
- Get on Board von Taj Mahal & Ry Cooder
- nominiert waren außerdem:
  - Heavy Load Blues von Gov’t Mule
  - The Blues Don’t Lie von Buddy Guy
  - The Sun Is Shining Down von John Mayall
  - Mississippi Son von Charlie Musselwhite

Bestes zeitgenössisches Blues-Album (Best Contemporary Blues Album):
- Brother Johnny von Edgar Winter
- nominiert waren außerdem:
  - Done Come Too Far von Shemekia Copeland
  - Crown von Eric Gales
  - Bloodline Maintenance von Ben Harper
  - Set Sail von den North Mississippi Allstars

Bestes Folkalbum (Best Folk Album):
- Revealer von Madison Cunningham
- nominiert waren außerdem:
  - Spellbound von Judy Collins
  - The Light at the End of the Line von Janis Ian
  - Age of Apathy von Aoife O’Donovan
  - Hell on Church Street von den Punch Brothers

Bestes Album mit Musik mit regionalen Wurzeln (Best Regional Roots Music Album):
- Live at the 2022 New Orleans Jazz & Heritage Festival von Ranky Tanky
- nominiert waren außerdem:
  - Full Circle von Sean Ardoin and Kreole Rock and Soul featuring LSU Golden Band from Tigerland
  - Natalie Noelani von Natalie Ai Kamauu
  - Hālau Hula Kealiʻi o Nālani – Live at the Getty Center von Hālau Hula Kealiʻi o Nālani
  - Lucky Man von Nathan & the Zydeco Cha Chas

## Reggae
Bestes Reggae-Album (Best Reggae Album):
- The Kalling von Kabaka Pyramid
- nominiert waren außerdem:
  - Gifted von Koffee
  - Scorcha von Sean Paul
  - Third Time’s the Charm von Protoje
  - Com Fly wid Mi von Shaggy

## Globale Musik
Beste Darbietung globaler Musik (Best Global Music Performance):
- Bayethe von Wouter Kellerman, Zakes Bantwini & Nomcebo Zikode
- nominiert waren außerdem:
  - Udhero na von Arooj Aftab & Anoushka Shankar
  - Gimme Love von Matt B & Eddy Kenzo
  - Last Last von Burna Boy
  - Neva Bow Down von Rocky Dawuni featuring Blvk H3ro

Bestes Album mit globaler Musik (Best Global Music Album):
- Sakura von Masa Takumi
- nominiert waren außerdem:
  - Shuraat vom Berklee Indian Ensemble
  - Love, Damini von Burna Boy
  - Queen of Sheba von Angélique Kidjo & Ibrahim Maalouf
  - Between Us … (live) von Anoushka Shankar und dem Metropole Orkest unter Leitung von Jules Buckley featuring Manu Delago

## Für Kinder
Bestes Kindermusikalbum (Best Children’s Music Album):
- The Movement von den Alphabet Rockers
- nominiert waren außerdem:
  - Into the Little Blue House von Wendy and DB
  - Los Fabulosos von Lucky Diaz and the Family Jam Band
  - Ready Set Go! von Divinity Roxx
  - Space Cadet von Justin Roberts

## Sprache
Beste Hörbuch-, Erzählungs- und Storytelling-Aufnahme (Best Audio Book, Narration, and Storytelling Recording):
- Finding Me von Viola Davis
- nominiert waren außerdem:
  - Act Like You Got Some Sense von Jamie Foxx
  - All About Me! My Remarkable Life in Show Business by Mel Brooks von Mel Brooks
  - Aristotle and Dante Dive into the Waters of the World von Lin-Manuel Miranda
  - Music Is History von Questlove

Bestes Gedichtvortragsalbum (Best Spoken Word Poetry Album):
- The Poet Who Sat by the Door von J. Ivy
- nominiert waren außerdem:
  - Black Men Are Precious von Ethelbert Miller
  - Call Us What We Carry: Poems von Amanda Gorman
  - Hiding in Plain View von Malcolm-Jamal Warner
  - You Will Be Someone’s Ancestor. Act Accordingly. von Amir Sulaiman

## Comedy
Bestes Comedyalbum (Best Comedy Album):
- The Closer von Dave Chappelle
- nominiert waren außerdem:
  - Comedy Monster von Jim Gaffigan
  - A Little Brains, a Little Talent von Randy Rainbow
  - Sorry von Louis CK
  - We All Scream von Patton Oswalt

## Musical-Theater
Bestes Musical-Theater-Album (Best Musical Theater Album):
- Into the Woods (2022 Broadway Cast Recording) von der 2022 Broadway Cast mit Sara Bareilles, Brian d’Arcy James, Patina Miller und Phillipa Soo (Produzenten: Rob Berman, Sean Patrick Flahaven; Musik/Text: Stephen Sondheim)
- nominiert waren außerdem:
  - Caroline, or Change von der New Broadway Cast mit John Cariani, Sharon D. Clarke, Caissie Levy und Samantha Williams (Produzenten: Van Dean, Nigel Lilley, Lawrence Manchester, Elliot Scheiner, Jeanine Tesori; Musik: Jeanine Tesori; Text: Tony Kushner)
  - MJ the Musical von der Original Broadway Cast mit Myles Frost und Tavon Olds-Sample (Produzenten: David Holcenberg, Derik Lee, Jason Michael Webb)
  - Mr. Saturday Night von der Original Broadway Cast mit Shoshana Bean, Billy Crystal, Randy Graff, David Paymer (Produzenten: Jason Robert Brown, Sean Patrick Flahaven, Jeffrey Lesser; Musik: Jason Robert Brown; Text: Amanda Green)
  - Six: Live on Opening Night von der Original Broadway Cast mit Joe Beighton, Tom Curran, Sam Featherstone, Paul Gatehouse, Toby Marlow und Lucy Moss (Produzenten/Musik/Text: Toby Marlow, Lucy Moss)
  - A Strange Loop von der Original Broadway Cast mit Jacquel Spivey (Produzenten: Michael Croiter, Michael R. Jackson, Charlie Rosen, Rona Siddiqui; Musik/Text: Michael R. Jackson)

## Musik für visuelle Medien
Bester zusammengestellter Soundtrack für visuelle Medien (Best Compilation Soundtrack for Visual Media):
- Encanto von verschiedenen Interpreten
- nominiert waren außerdem:
  - Elvis von verschiedenen Interpreten
  - Stranger Things: Soundtrack from the Netflix Series, Season 4 (Vol. 2) von verschiedenen Interpreten
  - Top Gun: Maverick von Harold Faltermeyer, Lady Gaga, Hans Zimmer & Lorne Balfe
  - West Side Story von verschiedenen Interpreten

Bester komponierter Soundtrack für visuelle Medien (umfasst Film und Fernsehen) (Best Score Soundtrack for Visual Media – includes film and television):
- Encanto von Germaine Franco (Komponist)
- nominiert waren außerdem:
  - The Batman von Michael Giacchino (Komponist)
  - No Time to Die von Hans Zimmer (Komponist)
  - The Power of the Dog von Jonny Greenwood (Komponist)
  - Succession: Season 3 von Nicholas Britell (Komponist)

Bester komponierter Soundtrack für Videospiele und andere interaktive Medien (Best Score Soundtrack for Video Games and Other Interactive Media):
- Assassin’s Creed Valhalla: Dawn of Ragnarök von Stephanie Economou (Komponistin)
- nominiert waren außerdem:
  - Aliens: Fireteam Elite von Austin Wintory (Komponist)
  - Call of Duty: Vanguard von Bear McCreary (Komponist)
  - Marvel’s Guardians of the Galaxy von Richard Jacques (Komponist)
  - Old World von Christopher Tin (Komponist)

Bester Song geschrieben für visuelle Medien (Best Song Written for Visual Media):
- We Don’t Talk About Bruno von Carolina Gaitán – La Gaita, Mauro Castillo, Adassa, Rhenzy Feliz, Diane Guerrero, Stephanie Beatriz & Encanto-Cast (Autor: Lin-Manuel Miranda; Film: Encanto)
- nominiert waren außerdem:
  - Be Alive von Beyoncé (Autoren: Beyoncé, Darius Scott Dixson; Film: King Richard)
  - Carolina von Taylor Swift (Autorin: Taylor Swift; Film: Where the Crawdads Sing)
  - Hold My Hand von Lady Gaga (Autoren: Bloodpop, Stefani Germanotta; Film: Top Gun: Maverick)
  - Keep Rising (The Woman King) von Jessy Wilson featuring Angélique Kidjo (Autoren: Angélique Kidjo, Jeremy Lutito, Jessy Wilson; Film: The Woman King)
  - Nobody Like U von 4*Town, Jordan Fisher, Finneas O’Connell, Josh Levi, Topher Ngo & Grayson Villanueva (Autoren: Billie Eilish, Finneas O’Connell; Film: Turning Red)

## Komposition / Arrangement
Beste Instrumentalkomposition (Best Instrumental Composition):
- Refuge von Geoffrey Keezer (Komponist: Geoffrey Keezer)
- nominiert waren außerdem:
  - African Tales von Tasha Warren & Dave Eggar (Komponist: Paquito D’Rivera)
  - El país invisible von Miguel Zenón, José Antonio Zayas Cabán, Ryan Smith & Casey Rafn (Komponist: Miguel Zenón)
  - Fronteras (Borders) Suite: Al-Musafir Blues von Danilo Pérez featuring the Global Messengers (Komponist: Danilo Pérez)
  - Snapshots von Tasha Warren & Dave Eggar (Komponist: Pascal Le Boeuf)

Bestes Instrumental- oder A-cappella-Arrangement (Best Arrangement, Instrumental or A Cappella):
- Scrapple from the Apple von Magnus Lindgren, John Beasley & the SWR Big Band featuring Martin Aeur (Arrangeur: John Beasley)
- nominiert waren außerdem:
  - As Days Go By (An arrangement of The Family Matters theme song) von Armand Hutton featuring Terrell Hunt & Just 6 (Arrangeur: Armand Hutton)
  - How Deep Is Your Love von Kings Return (Arrangeur: Matt Cusson)
  - Main Titles (Doctor Strange in the Multiverse of Madness) von Danny Elfman (Arrangeur: Danny Elfman)
  - Minnesota, WI von Remy Le Boeuf (Arrangeur: Remy Le Boeuf)

Bestes Arrangement von Instrumenten und Gesang (Best Arrangement, Instruments and Vocals):
- Songbird (Orchestral Version) von Christine McVie (Arrangeur: Vince Mendoza)
- nominiert waren außerdem:
  - Let It Happen von Louis Cole (Arrangeur: Louis Cole)
  - Never Gonna Be Alone von Jacob Collier featuring Lizzy McAlpine & John Mayer (Arrangeur: Jacob Collier)
  - Optimistic Voices / No Love Dying von Cécile McLorin Salvant (Arrangeurin: Cécile McLorin Salvant)
  - 2 + 2 = 5 (Arr. Nathan Schram) von Becca Stevens & Attacca Quartet (Arrangeure: Nathan Schram, Becca Stevens)

## Sonderausgaben, Begleittexte, Historisches
Bestes Aufnahme-Paket (Best Recording Package):
- Beginningless Beginning vom Tamsui-Kavalan Chinese Orchestra (Künstlerische Leiter: Chun-Tien Hsia, Qing-Yang Xiao)
- nominiert waren außerdem:
  - Divers von Soporus (Künstlerischer Leiter: William Stichter)
  - Everything Was Beautiful von Spiritualized (Künstlerischer Leiter: Mark Farrow)
  - Telos von Fann (Künstlerischer Leiter: Ming Liu)
  - Voyeurist von Underoath (Künstlerischer Leiter: Tnsn Dvsn)

Bestes Paket als Box oder limitierte Sonderausgabe (Best Boxed or Special Limited Edition Package):
- In and Out of the Garden: Madison Square Garden ’81 ’82 ’83 von The Grateful Dead (Künstlerische Leiter: Lisa Glines, Doran Tyson, Dave Van Patten)
- nominiert waren außerdem:
  - Artists Inspired by Music: Interscope Reimagined von verschiedenen Interpreten (Künstlerische Leiter: Josh Abraham, Steve Berman, Jimmy Iovine, John Janick, Jason Sangerman)
  - Big Mess von Danny Elfman (Künstlerische Leiterin: Berit Gwendolyn Gilma)
  - Black Pumas (Collector’s Edition Box Set) von den Black Pumas (Künstlerische Leiter: Jenna Krackenberger, Anna McCaleb, Preacher)
  - Book von They Might Be Giants (Künstlerischer Leiter: Paul Sahre)

Bester Album-Begleittext (Best Album Notes):
- Yankee Hotel Foxtrot (20th Anniversary Super Deluxe Edition) von Wilco (Verfasser: Bob Mehr)
- nominiert waren außerdem:
  - The American Clavé Recordings von Astor Piazzolla (Verfasser: Fernando González)
  - Andy Irvine & Paul Brady von Andy Irvine & Paul Brady (Verfasser: Gareth Murphy)
  - Harry Partch, 1942 von Harry Partch (Verfasser: John Schneider)
  - Life’s Work: A Retrospective von Doc Watson (Verfasser: Ted Olson)

Bestes historisches Album (Best Historical Album):
- Yankee Hotel Foxtrot (20th Anniversary Super Deluxe Edition) von Wilco (Produzenten der Zusammenstellung: Cheryl Pawelski, Jeff Tweedy; Technik: Bob Ludwig)
- nominiert waren außerdem:
  - Against the Odds: 1974–1982 von Blondie (Produzenten der Zusammenstellung: Tommy Manzi, Steve Rosenthal, Ken Shipley; Technik: Michael Graves, Tom Camuso)
  - The Goldberg Variations – The Complete Unreleased 1981 Studio Sessions von Glenn Gould (Produzent der Zusammenstellung: Robert Russ; Technik: Martin Kistner)
  - Life’s Work: A Retrospective von Doc Watson (Produzenten der Zusammenstellung: Scott Billington, Ted Olson, Mason Williams; Technik: Paul Blakemore)
  - To Whom It May Concern … von der Freestyle Fellowship (Produzent der Zusammenstellung: Jonathan Sklute; Technik: Kevin Marques Moo)

## Songwriting
Songwriter des Jahres (ohne Klassik) (Songwriter of the Year, Non-Classical):
- Tobias Jesso Jr.
- nominiert waren außerdem:
  - Amy Allen
  - Nija Charles
  - The-Dream
  - Laura Veltz

## Produktion
Beste Abmischung eines Albums, ohne Klassik (Best Engineered Album, Non-Classical):
- Harry’s House von Harry Styles (Technik: Jeremy Hatcher, Oli Jacobs, Nick Lobel, Mark „Spike“ Stent, Sammy Witte; Mastering: Randy Merrill)
- nominiert waren außerdem:
  - Adolescence von Baynk (Technik: George Nicholas, Ryan Schwabe; Mastering: Ryan Schwabe)
  - Black Radio III von Robert Glasper (Technik: Daniel Farris, Tiffany Gouché, Keith Lewis, Musiq Soulchild, Reginald Nicholas, Q-Tip, Amir Sulaiman, Michael Law Thomas, Jon Zacks; Mastering: Chris Athens)
  - Chloë and the Next 20th Century von Father John Misty (Technik: Dave Cerminara, Jonathan Wilson; Mastering: Adam Ayan)
  - Wet Leg von Wet Leg (Technik: Jon McMullen, Joshua Mobaraki, Alan Moulder, Alexis Smith; Mastering: Matt Colton)

Produzent des Jahres, ohne Klassik (Producer of the Year, Non-Classical):
- Jack Antonoff
- nominiert waren außerdem:
  - Dan Auerbach
  - Boi-1da
  - Dahi
  - Dernst „D’mile“ Emile II

Beste Remix-Aufnahme (Best Remixed Recording):
- About Damn Time von Lizzo: Purple Disco Machine Remix
- nominiert waren außerdem:
  - Break My Soul von Beyoncé: Terry Hunter Remix
  - Easy Lover von Ellie Gouldin: Four Tet Remix
  - Slow Song von The Knocks & Dragonette: Paul Woolford Remix
  - Too Late Now von Wet Leg: Soulwax Remix

Bestes Immersive-Audio-Album (Best Immersive Audio Album):
- Divine Tides von Stewart Copeland & Ricky Kej (Technik: Eric Schilling, Stewart Copeland, Ricky Kej, Herbert Waltl)
- nominiert waren außerdem:
  - Aguilera von Christina Aguilera (Technik: Jaycen Joshua)
  - Memories … Do Not Open von den Chainsmokers (Technik: Mike Piacentini, Adam Alpert, Jordan Stilwell, Alex Pall, Andrew Taggart)
  - Picturing the Invisible – Focus 1 von Jane Ira Bloom (Technik: Jim Anderson, Morten Lindberg, Ulrike Schwarz, Jane Ira Bloom)
  - Tuvayhun – Beatitudes for a Wounded World von Nidarosdomens Jentekor & Trondheimsolstene (Technik: Morten Lindberg)

Beste Abmischung eines Albums, Klassik (Best Engineered Album, Classical):
- Bates: Philharmonia Fantastique – The Making of the Orchestra vom Chicago Symphony Orchestra unter Leitung von Edwin Outwater (Technik: Shawn Murphy, Charlie Post, Gary Rydstrom, Michael Romanowski)
- nominiert waren außerdem:
  - Beethoven: Symphony No. 6 / Stucky: Silent Spring vom Pittsburgh Symphony Orchestra unter Leitung von Manfred Honeck (Technik: Mark Donahue)
  - Perspectives von der Third Coast Percussion (Technik: Jonathan Lackey, Bill Maylone, Dan Nichols, Joe Lambert)
  - Tuvayhun – Beatitudes for a Wounded World von Nidarosdomens Jentekor & Trondheimsolstene unter Leitung von Anita Brevik (Technik: Morten Lindberg)
  - Williams: Violin Concerto No. 2 & Selected Film Themes von Anne-Sophie Mutter und dem Boston Symphony Orchestra unter Leitung von John Williams (Technik: Bernhard Güttler, Shawn Murphy, Nick Squire, Christoph Stickel)

Klassikproduzent des Jahres (Producer of the Year, Classical):
- Judith Sherman
- nominiert waren außerdem:
  - Jonathan Allen
  - Christoph Franke
  - James Ginsburg
  - Elaine Martone

## Klassische Musik
Beste Orchesterdarbietung (Best Orchestral Performance):
- Works by Florence Price, Jessie Montgomery, Valerie Coleman von der New York Youth Symphony unter Leitung von Michael Repper
- nominiert waren außerdem:
  - Adams: Sila – The Breath of the World von Musikern des University of Michigan Department of Chamber Music und dem University of Michigan Percussion Ensemble unter Leitung von Doug Perkins
  - Dvořák: Symphonies Nos. 7–9 vom Los Angeles Philharmonic unter Leitung von Gustavo Dudamel
  - Eastman: Stay on It von Wild Up unter Leitung von Christopher Rountree
  - John Williams – The Berlin Concert von den Berliner Philharmonikern unter Leitung von John Williams

Beste Opernaufnahme (Best Opera Recording):
- Blanchard: Fire Shut Up in My Bones von Angel Blue, Will Liverman, Latonia Moore, Walter Russell III und dem Metropolitan Opera Orchestra und Chorus unter Leitung von Yannick Nézet-Séguin (Produzent: David Frost)
- nominiert waren außerdem:
  - Aucoin: Eurydice von Barry Banks, Nathan Berg, Joshua Hopkins, Erin Morley, Jakub Józef Orliński und dem Metropolitan Opera Orchestra und Chorus unter Leitung von Yannick Nézet-Séguin
  - Davis: X: The Life and Times of Malcolm X von Ronnita Miller, Whitney Morrison, Victor Robertson, Davóne Tines, dem Boston Modern Orchestra Project und dem Odyssey Opera Chorus unter Leitung von Gil Rose (Produzent: Gil Rose)

Beste Chordarbietung (Best Choral Performance):
- Born von Dominic German, Maren Montalbano, Rebecca Myers, James Reese und the Crossing unter Leitung von Donald Nally
- nominiert waren außerdem:
  - Bach: St. John Passion von den English Baroque Soloists und dem Monteverdi Choir unter Leitung von John Eliot Gardiner
  - Verdi: Requiem – The Met Remembers 9/11 von Michelle DeYoung, Eric Owens, Ailyn Pérez, Matthew Polenzani und dem Metropolitan Opera Orchestra unter Leitung von Yannick Nézet-Séguin und dem Metropolitan Opera Chorus unter Leitung von Donald Palumbo

Beste Kammermusik-/Kleinensembledarbietung (Best Chamber Music/Small Ensemble Performance):
- Shaw: Evergreen vom Attacca Quartet
- nominiert waren außerdem:
  - Beethoven: Complete String Quartets, Volume 2 – The Middle Quartets vom Dover Quartet
  - Musical Remembrances vom Neave Trio
  - Perspectives von Third Coast Percussion
  - What Is American vom Publiquartet

Bestes klassisches Instrumentalsolo (Best Classical Instrumental Solo):
- Letters for the Future von Time for Three mit dem Philadelphia Orchestra unter Leitung von Xian Zhang
- nominiert waren außerdem:
  - Abels: Isolation Variation von Hilary Hahn
  - Bach: The Art of Life von Daniil Trifonov
  - Beethoven: Diabelli Variations von Mitsuko Uchida
  - A Night in Upper Town – The Music of Zoran Krajačić von Mak Grgić

Bestes klassisches Sologesangsalbum (Best Classical Solo Vocal Album):
- Voice of Nature – The Anthropocene von Renée Fleming mit Begleitung von Yannick Nézet-Séguin (Klavier)
- nominiert waren außerdem:
  - Eden von Joyce DiDonato mit Begleitung von Il Pomo D’Oro unter Leitung von Maxim Emelyanychev
  - How Do I Find You von Sasha Cooke mit Begleitung von Kirill Kuzmin (Klavier)
  - Okpebholo: Lord, How Come Me Here? von Will Liverman mit J’Nai Bridges und Caen Thomason-Redus mit Begleitung von Paul Sánchez (Klavier)
  - Stranger – Works for Tenor by Nico Muhly von Nicholas Phan mit Reginald Mobley und Brooklyn Rider & the Knights unter Leitung von Eric Jacobson

Bestes klassisches Sammelprogramm (Best Classical Compendium):
- An Adoption Story von Starr Parodi und Kitt Wakeley (Produzenten: Jeff Fair, Starr Parodi, Kitt Wakeley)
- nominiert waren außerdem:
  - Aspire von JP Jofre und Seunghee Lee unter Leitung von Enrico Fagone (Produzent: Jonathan Allen)
  - A Concert for Ukraine unter Leitung von Yannick Nézet-Séguin (Produzent: David Frost)
  - The Lost Birds von Voces8 unter Leitung von Barnaby Smith und Christopher Tin (Produzenten: Sean Patrick Flahaven, Christopher Tin)

Beste zeitgenössische klassische Komposition (Best Contemporary Classical Composition):
- Contact von Kevin Puts (Interpreten: Time for Three und das Philadelphia Orchestra unter Leitung von Xian Zhang)
- nominiert waren außerdem:
  - Ligneous Suite von Andy Akiho (Interpreten: Ian Rosenbaum & Dover Quartet)
  - Intonations von Derek Bermel (Interpreten: Jack Quartet)
  - The Wrath of God von Sofia Gubaidulina (Interpreten: Gewandhausorchester unter Leitung von Andris Nelsons)
  - Requiem for the Enslaved von Carlos Simon (Interpreten: MK Zulu, Marco Pavé und Hub New Music unter der Leitung von Carlos Simon)

## Musikvideo / -film
Bestes Musikvideo (Best Music Video):
- All Too Well: The Short Film von Taylor Swift (Regie: Taylor Swift; Produzent: Saul Germaine)
- nominiert waren außerdem:
  - Easy on Me von Adele (Regie: Xavier Dolan; Produzenten: Xavier Dolan, Nancy Grant)
  - Yet to Come von BTS (Regie: Yong Seok Choi; Produzentin: Tiffany Suh)
  - Woman von Doja Cat (Regie: Child.; Produzenten: Missy Galanida, Sam Houston, Michelle Larkin, Isaac Rice)
  - The Heart Part 5 von Kendrick Lamar (Regie: Dave Free, Kendrick Lamar; Produzenten: Jason Baum, Jamie Rabineau)
  - As It Was von Harry Styles (Regie: Tanu Muino; Produzenten: Frank Borin, Ivanna Borin, Fred Bonham Carter, Alexa Haywood)

Bester Musikfilm (Best Music Film):
- Jazz Fest: A New Orleans Story von verschiedenen Interpreten (Regie: Frank Marshall, Ryan Suffern; Produzent: Frank Marshall, Sean Stuart, Ryan Suffern)
- nominiert waren außerdem:
  - Adele One Night Only von Adele (Regie: Paul Dugdale)
  - Our World von Justin Bieber (Regie: Michael D. Ratner; Produzenten: Kfir Goldberg, Andy Mininger, Scott Ratner)
  - Billie Eilish Live at the O2 von Billie Eilish (Regie: Sam Wrench; Produzenten: Michelle An, Tom Colbourne, Chelsea Dodson, Billie Eilish)
  - Motomami (Rosalía Tiktok Live Performance) von Rosalía (Regie: Ferrán Echegaray, Rosalía Vila Tobella, Stillz)
  - A Band a Brotherhood a Barn von Neil Young & Crazy Horse (Regie: Dhlovelife; Produzent: Gary Ward)

## Special Merit Awards
MusiCares Person of the Year
- Berry Gordy
- Smokey Robinson

Grammy Lifetime Achievement Award
- The Supremes
- Nirvana
- Ma Rainey
- Nile Rodgers
- Ann Wilson und Nancy Wilson
- Bobby McFerrin
- Slick Rick

Dr. Dre Global Impact Award
- Dr. Dre

Best Song for Social Change 
- Baraye von Shervin Hajipour